# Belisana floreni
Belisana floreni es una especie de arañas araneomorfas de la familia Pholcidae.

## Distribución geográfica
Es endémica de Borneo.